# Ivar Naumann
Ej att förväxla med Ivar Naumanns sonson (f 1916) med samma namn som blev marinmålare.
Ivar Leopold Naumann, född 7 mars 1851 i Klara församling, Stockholm, död 28 maj 1906 i Katarina församling, var en svensk tjänsteman, målare och tecknare.
Ivar Naumann studerade vid Konstakademien 1862-1867, och medarbetade även som illustratör i "Ny illustrerad tidning" 1888 och deras projekt "Det Stockholm som går" där man bildligen ville bevara de gamla delar av Stockholm som skulle ge plats för bland annat Esplanadsystemet. Naumann ägnade sig till största delen åt landskapsmåleri där samma tema ofta återkommer, det vill säga gamla tiders miljöer som var på väg att försvinna i industrialismens tidevarv.
En stor del av produktionen utgörs av stockholmsmotiv, inte sällan från Djurgården där han även bodde, samt från skärgården och Stockholms övriga omgivningar. 
Ivar Naumann är representerad bland annat på Prins Eugens Waldemarsudde, Stockholms stadsmuseum och på Kungliga Akademien för de fria konsterna med teckningar skildrande akademien och kamratlivet där på 1860-talet.

## Fotnoter
1. ↑  Sveriges Dödbok 1901–2009, DVD-ROM, Version 5.00, Sveriges Släktforskarförbund (2010).